# Trummen
Trummen er en svensk sø i Växjö, Kronobergs län, i det sydlige Småland.
Ved søen ligger Teleborgs Slot, Växjö Universitet og Sankt Sigfrids Sjukhus.
56°51′40″N 14°49′45″Ø / 56.86111°N 14.82917°Ø